# 78830 Simonadirubbo
78830 Simonadirubbo este o planetă minoră (asteroid) din centura de asteroizi. A fost descoperită pe 22 august 2003 la  de . 
Obiectul prezintă o orbită caracterizată de o semiaxă mare de 2,9897602260191 UAi, o excentricitate de 0,074577947887628, o înclinație de 8,1555579977382 ° în raport cu ecliptica.